# Stazione di Yverdon-les-Bains
La stazione di Yverdon-les-Bains è la principale stazione ferroviaria a servizio dell'omonima città svizzera. È gestita dalle Ferrovie Federali Svizzere.